# Drôle de garçon
Drôle de garçon, en version originale Funny Boy, est un roman d'apprentissage de Shyam Selvadurai paru en 1994, qui raconte la vie d'Arjie, un enfant des classes supérieures tamoules srilankaises pris dans le conflit cingalais-tamoul. Au long des six chapitres du roman, le personnage principal, qui fréquente une école suivant le modèle britannique, se rend compte qu'il aime les hommes.

## Intrigue et personnages
Le premier chapitre s'ouvre sur Arjie habillé en fille pour participer à un jeu d'enfants appelé bride-bride.
Au sein de l'école, un élève appelé Shehan est particulièrement harcelé à cause de son comportement très queer, et il est beaucoup puni par le directeur, Black Tie.
Arjie décide d'aller en classe de langue singhalaise alors qu'il est censé aller dans la classe de tamoul.
Dans une des scènes, Arjie doit réciter le poème The Best School of All par Henry Newbolt devant ses camarades de classe. En le lisant de manière exagérée et théâtrale, Arjie déforme l'intention du poème et ridiculise subtilement le directeur qui voulait, avec ce poème, glorifier son école à la victorienne comme la voie à suivre pour construire le futur du pays.
Un chapitre est dédié à la relation entre la tante d'Arjie et un homme cingalais, et comment elle est obligée de se séparer de lui à cause du conflit.
Le dernier chapitre du livre est davantage autobiographique et fait l'inventaire des agressions envers la famille d'Arjie qui l'ont poussée à émigrer vers le Canada.

## Thèmes
Arjie est drôle aux deux sens du terme, c'est-à-dire qu'il fait de l'humour mais aussi qu'il se comporte de manière étrange en détournant les identités nationales et sexuelles construites au sein de l'empire britannique. La forme et le style de l'œuvre contribuent eux-mêmes à tordre les standards du genre du roman d'apprentissage scolaire cher à la littérature victorienne, en mettant en relief ses présupposés hétéro-sexistes. Ainsi, le texte révèle comment l'idéal de la masculinité repose sur un système de classes sociales.

## Éditions, traductions et adaptations
Le roman est traduit par Frédéric Limare et Susan Fox-Limare en 2000. En 2020, le roman est adapté au cinéma par la réalisatrice Deepa Mehta.